# 보잉 소닉 크루저
보잉 소닉 크루저는 당시 보잉 747-400의 판매가 감소하자 개발이 완료된다는 조건 아래 에어버스 A380에 대응하기 위해 보잉 747-400을 늘이고 복합재료 초임계익을 사용해 효율을 높인 보잉 747X와 마하 0.98에 가까운 속도를 내면서 연료소모는 보잉 767과 비슷한 형태로 계획된 두 개의 신형 항공기를 콘티넨탈 항공(現 유나이티드 항공)을 비롯한 미국의 주요 항공사들에 제안하였다.
제안 당시, 항공사들은 비록 운항비용에 대해 걱정 하면서 비행 시간 단축이 고객 만족과 비행기 운영의 효울성을 증대시킬 수 있기에 항공사들이 관심을 보였으나 2001년 9·11테러 등으로 인한 항공 수요가 줄어듦과 동시에 유가 상승으로 인하여 항공사들은 속도보다는 연료 효율에 더 관심을 가지게 되면서 기존에 개발 중이였던 소닉 크루져를 2002년 12월 20일자로 취소하고, 대체 기종인 7E7을 제안하게 되었는데 이것이 보잉 787 드림라이너가 되었다.

## 같이 보기
- 보잉 2707
- 보잉 787 드림라이너